# Хаммоми Довуди
Хаммо́ми До́вуди — один из старейших ныне действующих хамма́мов на территории города Самарканд, в Узбекистане. Открыт с 1893 года. Находится в так называемом старом городе, на востоке Самарканда, на территории еврейской махалли, на улице Ху́джум, среди частных жилых домов.
На небольшой улочке напротив хаммама находится одна из двух ныне действующих синагог Самарканда — синагога Канесои́ Гумба́з.

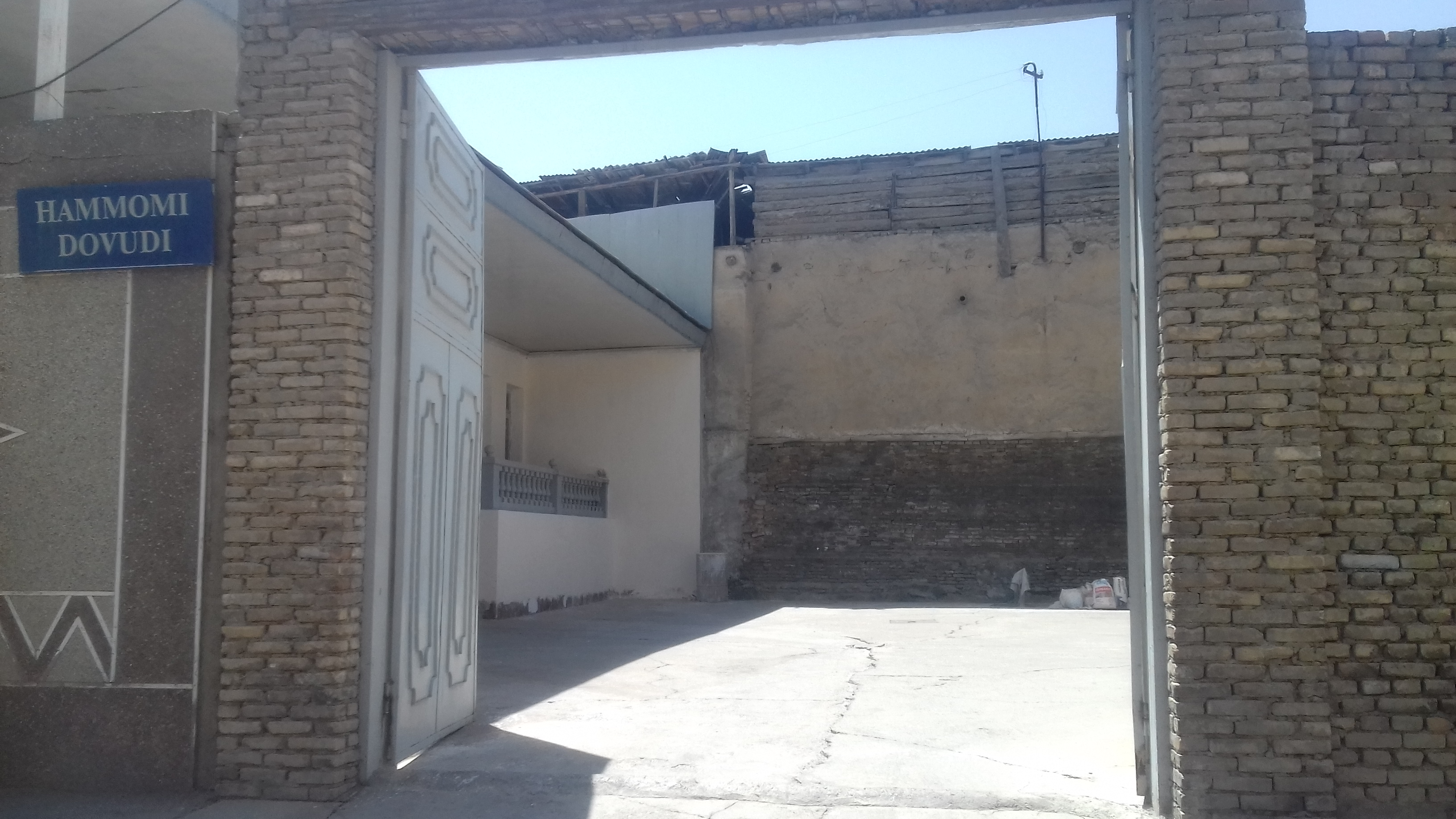
Главные ворота хаммама и внутренний двор в 2018 году

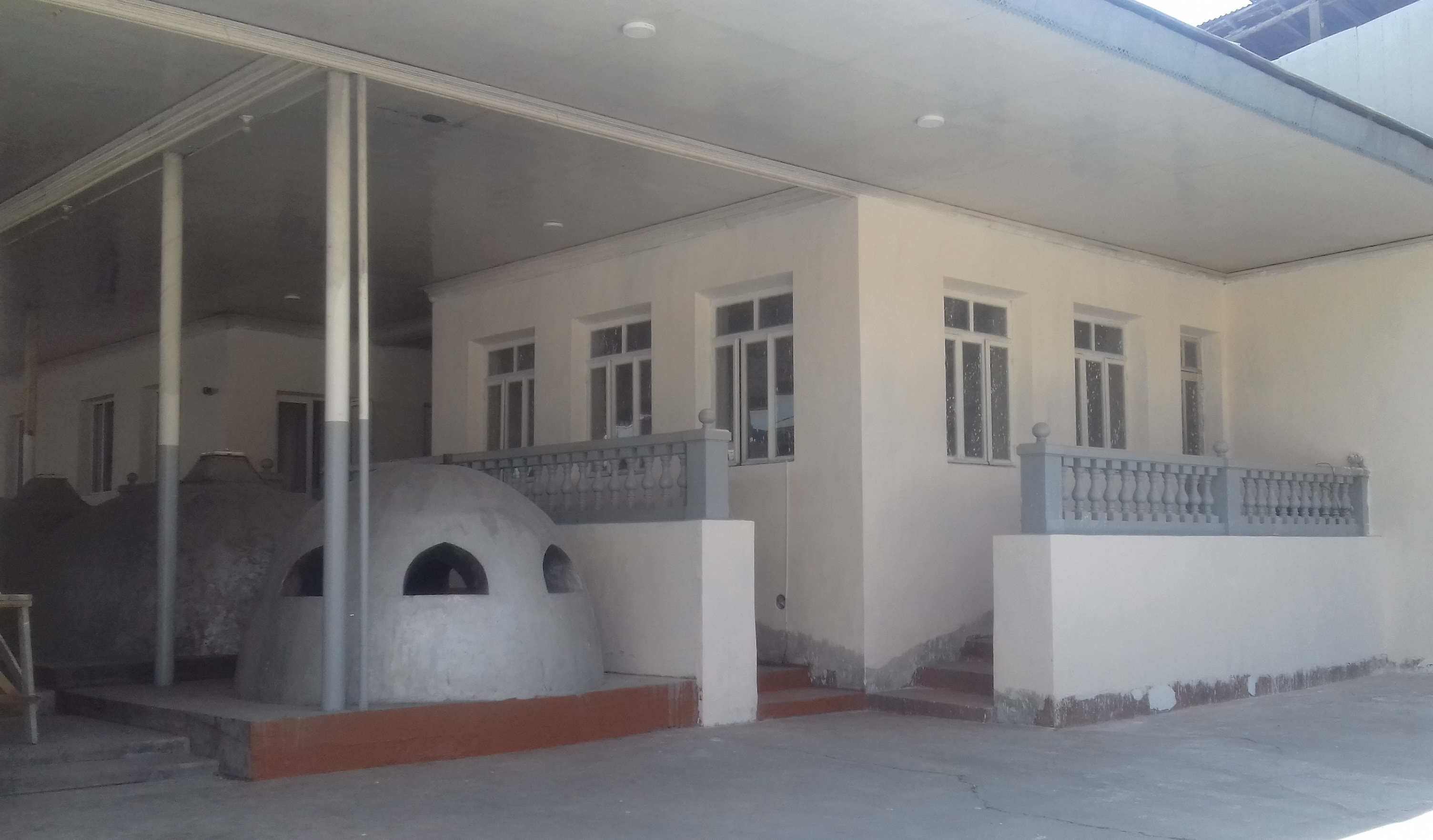
В 2018 году

Находится в 350 метрах к северу от мавзолея Абу́ Мансу́ра Матуриди́, 430 метрах к югу от ансамбля мавзолеев Шахи́-Зинда́, в 650 метрах к востоку от мечети Биби́-Хану́м и Сиа́бского база́ра, в 750 метрах к югу от еврейского кладбища, в 1300 метрах к северо-востоку от площади и ансамбля Региста́н.
Назван в честь ветхозаветного и коранического пророка — Давида (Давуд).
Хаммам работает без выходных, с утра до позднего вечера. Температура воды в хаммаме регулируется по желанию клиентов. Как обычно, в хаммам заходят в специальной простыне «лунги», и в специальных сандалиях «щипак». После хаммама посетители обычно пьют горячий чай в отдельном помещении хаммама.
Вместе с остальными архитектурными, археологическими, религиозными и культурными памятниками Самарканда входит в список Всемирного наследия ЮНЕСКО под названием «Самарканд — перекрёсток культур».